# Kurgarten (Salzburg)

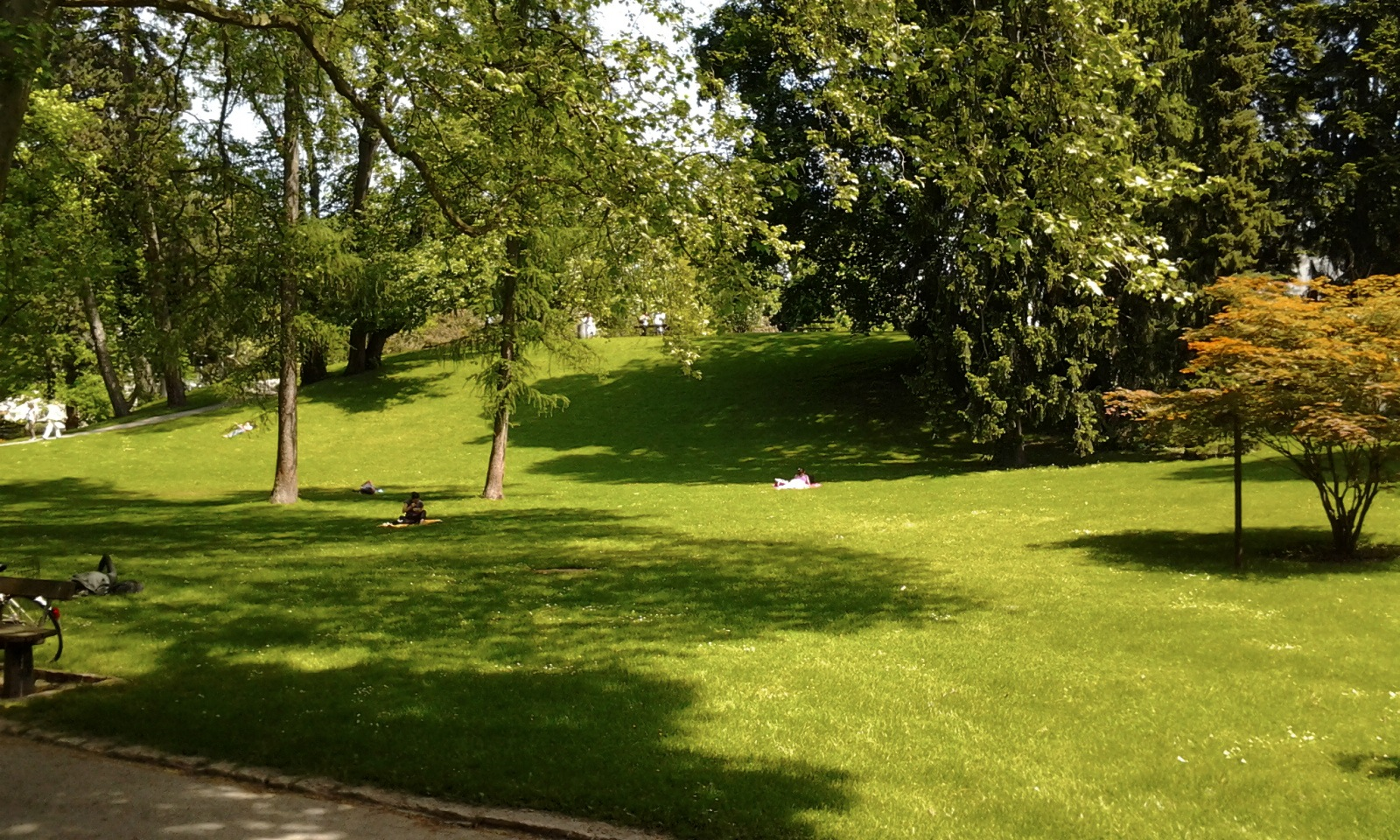
Im Salzburger Kurgarten

Der Kurgarten (selten auch Kurpark) in der Stadt Salzburg ist ein parkähnlicher Garten im Stadtteil Neustadt (Andräviertel). Er schließt nördlich an den bekannten Mirabellgarten an. Bekannt ist der englische Landschaftsgarten auch durch seine exotischen alten Bäume.

## Lage
Der schon in der Neustadt liegende Kurgarten befindet sich unmittelbar nördlich des noch zur Altstadt zählenden Schlosses Mirabell und des Mirabellgartens. 
Ein Fußweg, der Bernhard-Paumgartner-Weg, verläuft dabei etwa an der Grenze zur rechten Altstadt. Der Weg verbindet die Schwarzstraße als westliche mit der Rainerstraße als östliche Begrenzung des Gartens. Im Norden bildet eine Gebäudezeile den Abschluss.

## Geschichte und Bauwerke
Dominierend im Garten ist der etwa 6 m hohe, mittig gelegene Rosenhügel. Dieser ist der Rest des Erdkerns der im 17. Jahrhundert errichteten Mirabellbastion (Bollwerk St. Vitalis), die einen Teil der ehemaligen Lodronschen Stadtbefestigung bildete.
Der Name des heutigen Gartens geht auf das alte Kurhaus zurück, das dort am 3. Mai 1868 als „Actien-Badehaus“ aufwändig gestaltet eröffnet worden war. 1872 erwarb die Stadt Salzburg das Haus und baute es um, sodass hier 1873 der große Kursaal eröffnet werden konnte, in dem später auch alle großen Salzburger Bälle der Monarchie stattfanden. Im Zweiten Weltkrieg zerstört, befindet sich heute an der Stelle der einstigen Eingangshalle das neue moderne Kongresshaus der Stadt, an der Stelle des Kursaales das Hotel Sheraton. Der Kurgarten wurde damals vor allem auch von den zahlreichen Kurgästen der Stadt genutzt.

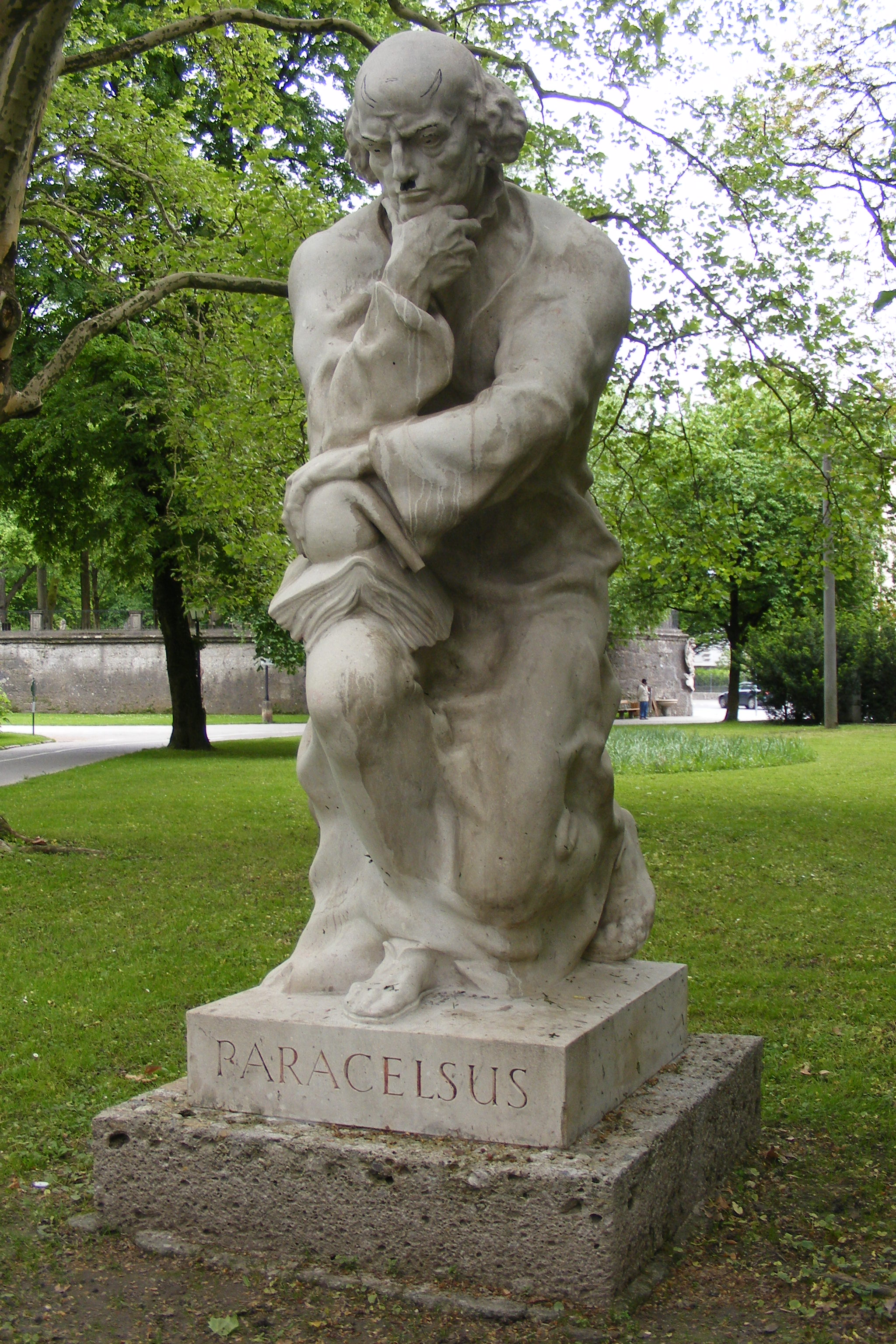
Paracelsus-Denkmal im Kurgarten

Im Kurgarten war in einem eigenen kleinen Gartengebäude einst das Salzburg-Panorama zu sehen, das Johann Michael Sattler 1826 bis 1829 gemeinsam mit den Landschaftsmalern Friedrich Loos und Johann Josef Schindler gemalt hatte. Rund um das kreisrunde Großgemälde waren 26 sogenannte Kosmoramen ausgestellt, naturgetreue Kunstgemälde aus allen Ländern der Erde, die Naturschauspiele, Stadtlandschaften, Wahrzeichen der Architektur oder exotische Szenen darstellten. Gemalt wurden sie von Hubert Sattler, der das Panorama seines Vaters und 119 Kosmoramen im Jahre 1870 der Stadt Salzburg geschenkt hatte. Das Panoramagebäude wurde 1875 erbaut und 1937 in baufälligem Zustand abgerissen. Heute sind das Sattler-Panorama und viele Kosmoramenbilder im Panorama Museum neben dem Salzburg Museum in der Neuen Residenz zu sehen. 
Im Raum des einstigen Kurhauses und des zugehörigen Kurgartens steht heute neben dem Kongresshaus und dem Hotel Sheraton das Kurhaus der Stadt Salzburg mit dem Hallenbad (Paracelsusbad). Auf Paracelsus weist vor dem Bad die von Josef Thorak geschaffene Marmorstatue des berühmten Arztes und Philosophen hin.